# Philipp Graf Colonna

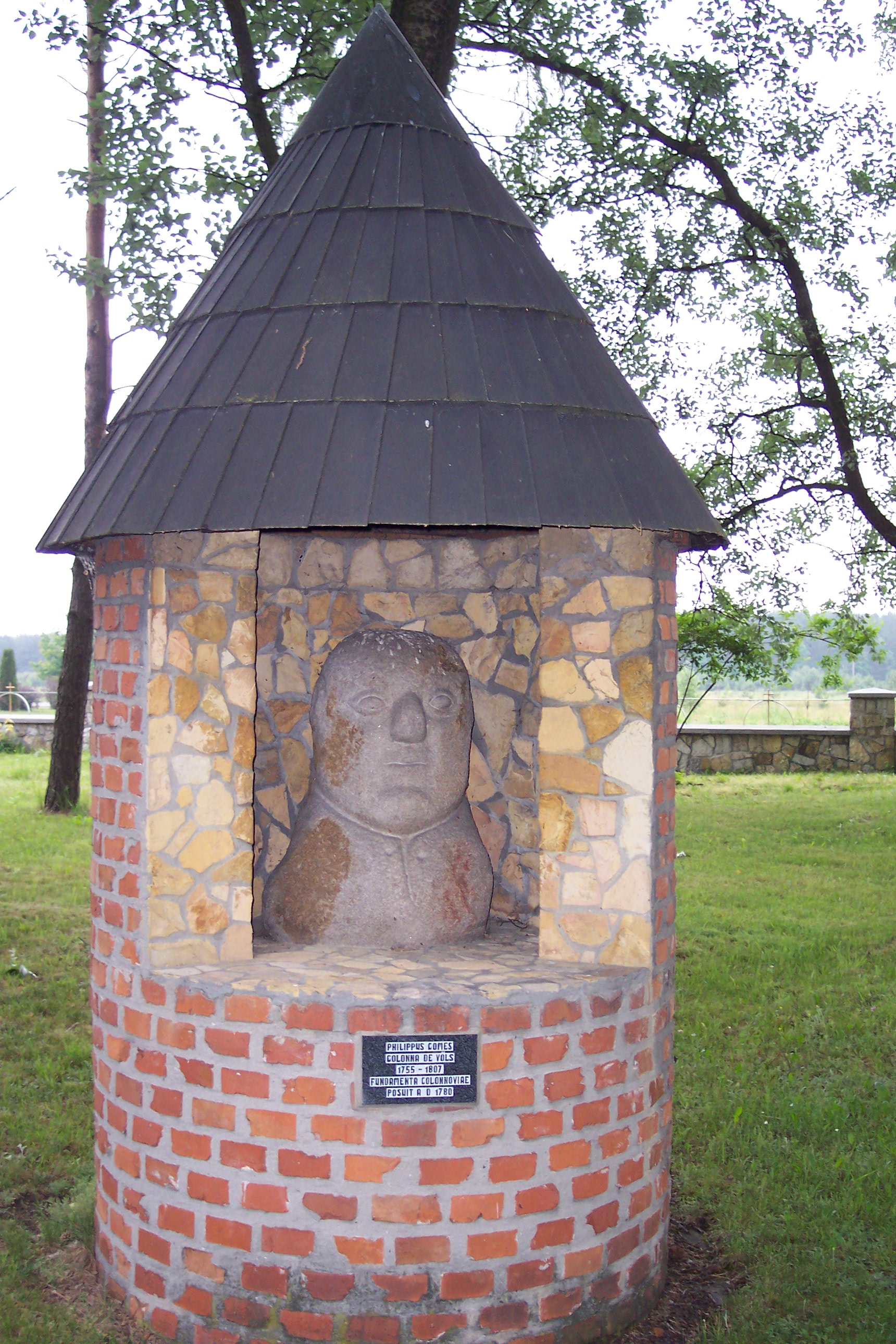
Denkmal in Colonnowska

Philipp Norbert Graf Colonna von Fels (* 4. April 1755 in Tost, Herrschaft Tost-Peiskretscham; † 9. Juli 1807 in Sztára in Oberungarn, Königreich Ungarn) war ein schlesischer Großgrundbesitzer und Industrieller. Er hatte wesentlichen Anteil an der Entwicklung der oberschlesischen Eisenindustrie und war Gründer von Colonnowska.

## Leben

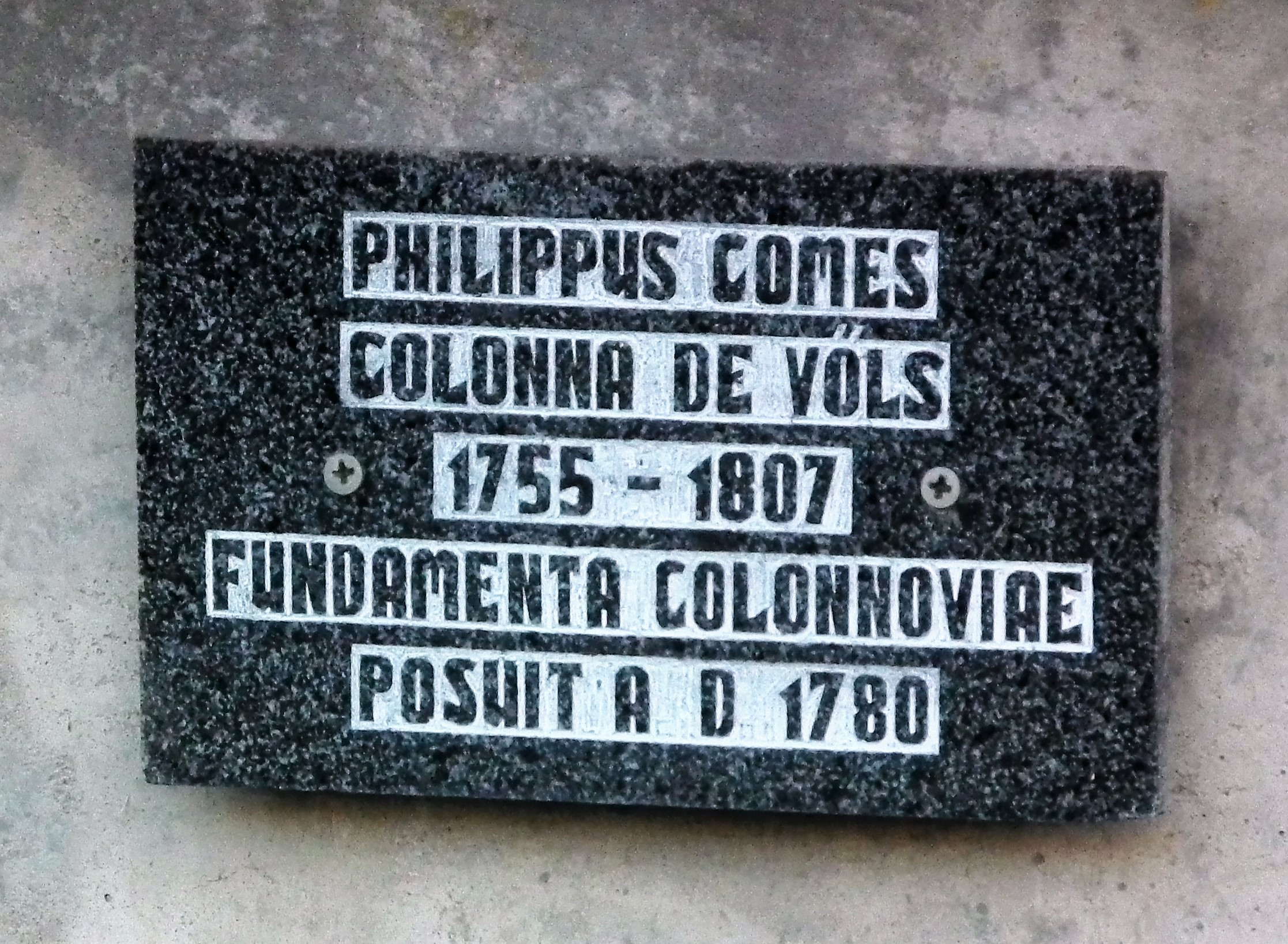
Gedenktafel

Er stammte aus dem böhmisch-schlesischen Zweig des Adelsgeschlechts Colonna von Fels, das ursprünglich aus der Grafschaft Tirol stammte und zum katholischen Habsburg treuen schlesischen Adel zählte. Seine Eltern waren der k. k. Appellationsrat Franz Graf Carl Colonna von Fels (1699–1756) und Maria Anna geb. Freiin von Radetzky. Carl Leonhard Samuel Colonna von Fels war sein Großvater. Sein Vater starb, als er ein Jahr alt war. Philipp Colonna wurde darauf von seinem Vormund Franz von Harrassowski erzogen. Nach einem Jurastudium an den Universitäten Halle und Göttingen kehrte er auf seine schlesischen Güter in Groß-Strehlitz, Tost und Tworog zurück, die er von seinem Onkel Norbert Colonna von Fels (1706–1761) erbte. Bis zu seiner Volljährigkeit wurden diese von seiner Tante Sidonia geb. Serényi von Kis-Serény verwaltet. Auf seinem ausgedehnten Landbesitz begann er mit dem Aufbau der Holzwirtschaft und betrieb Eisenverhüttung. Durch die Industrialisierung machte er wüste Landstriche urbar. In den 1780er Jahren gründete er aus eigenen Mitteln an der Malapane eine Eisenhütte, die wesentlich zur wirtschaftlichen Entwicklung der Region beitrug. Aus seinem Colonna-Hüttenwerk ging eine eigene Ortschaft hervor, die 1796 nach ihm den Namen Colonnowska erhielt.  
Philipp Colonna, der durch sein korpulentes Äußeres auffiel, traf in Breslau den Dichter Johann Wolfgang von Goethe, der mit ihm Gast an der Tafel des Grafen Reden war. Der preußische Staatsminister Friedrich von Schuckmann berichtete über das Treffen: Bei Reden sah Goethe die sonderbare Kreatur Colonna, die ihn sehr amüsiert hat. Ich war zu weit von Goethe und stachelte also in Ermangelung eines Besseren diesen Fleischklumpen, wodurch der Mittag über mein Erwarten animiert wurde." Nach der Abreise des preußischen Königs aus Breslau, begab sich Colonna am 30. September 1790 mit dem Kammerherren Graf Sierstorpff und dem Dichter Otto Graf von Haugwitz zur Wahl und Krönung Leopold II. nach Frankfurt am Main.
Philipp Colonna blieb unverheiratet und kinderlos. Anfang des 19. Jahrhunderts waren nicht nur die schlesische, sondern auch die tirolische Linie der Colonna von Fels, die nur noch aus Felix Joseph Colonna und dessen in den geistlichen Stand getretenen Bruder Egidius Oswald Colonna, Domherr von Freising bestand, im Aussterben begriffen. Nach dem Tode des letzten Lehensinhabers von Schloss Prösels, Felix Joseph Colonna, zog 1804 die damals zuständige kurbayerische Regierung das Lehen ein. Philipp Colonna erhob dagegen Einspruch und ersuchte selbst um die Belehnung mit dem Stammschloss. Sein Gesuch wurde jedoch abgelehnt. Er starb am 9. Juli 1807 im Alter von 52 Jahren in einer Kutsche neben seinem Kammerdiener auf einer Reise in Oberungarn an einem Schleimschlag und wurde in einer Gruft der Pfarrkirche von Sztára beigesetzt. Mit ihm erlosch der gräfliche böhmisch-schlesische Zweig des Geschlechts. Universalerben seines beträchtlichen Vermögens und Grundbesitzes waren der Major Carl Baron von Gastheimb und Charlotte Freiin von Reistwitz auf Bierawa, Tochter der Margaretha geb. Gräfin Colonna. Ihnen folgten durch Erbwegen die Grafen von Renard.